# Sedm životů
Sedm životů (v anglickém originále Seven Pounds) je americký dramatický film z roku 2008. Režisérem filmu je Gabriele Muccino. Hlavní role ve filmu ztvárnili Will Smith, Michael Ealy, Barry Pepper, Rosario Dawson a Octavia Spencer.

## Obsazení
| Will Smith       | Tim/Ben Thomas |
| Michael Ealy     | Ben Thomas     |
| Barry Pepper     | Dan Morris     |
| Rosario Dawson   | Emily Posa     |
| Octavia Spencer  | Kate           |
| Woody Harrelson  | Ezra Turner    |
| Elpidia Carrillo | Connie Tepos   |
| Judyann Elder    | Holly          |